# Bolonka
Bolonka (del ruso: Болонка) — hace referencia a varias razas de perro del tipo bichón originarias de Rusia.
Estas razas incluyen la Franzúskaya Bolonka (Bolonka Franzúskaya) y la Bolonka Zwetnaya (bunte Schoßhündchen, Tsvetnaya Bolonka). Franzúskaya significa francés, Zwetnaya significa multicolor y Bolonka se puede traducir como Boloñés desde varios idiomas eslavos. Todo ello puede dar la idea de que el Bolonka haya sido desarrollado desde el Bichon Frisé y el Bichón boloñés.

## Apariencia
El Bolonka mide 24 - 26 cm hasta la cruz y pesa 2-4 o 5kg. El Franzúskaya Bolonka es blanco y el Bolonka Zwetnaya puede ser de varios colores.

## Reconocimiento
Aunque es popular en Alemania, el Bolonka no se reconoce como raza separada por la Fédération Cynologique Internationale. La versión blanca, Bolonka Franzúskaya, fue reconocida por la VDH (Kennel club alemán) como variación del Bichón boloñés.